# Anneau du Kerry

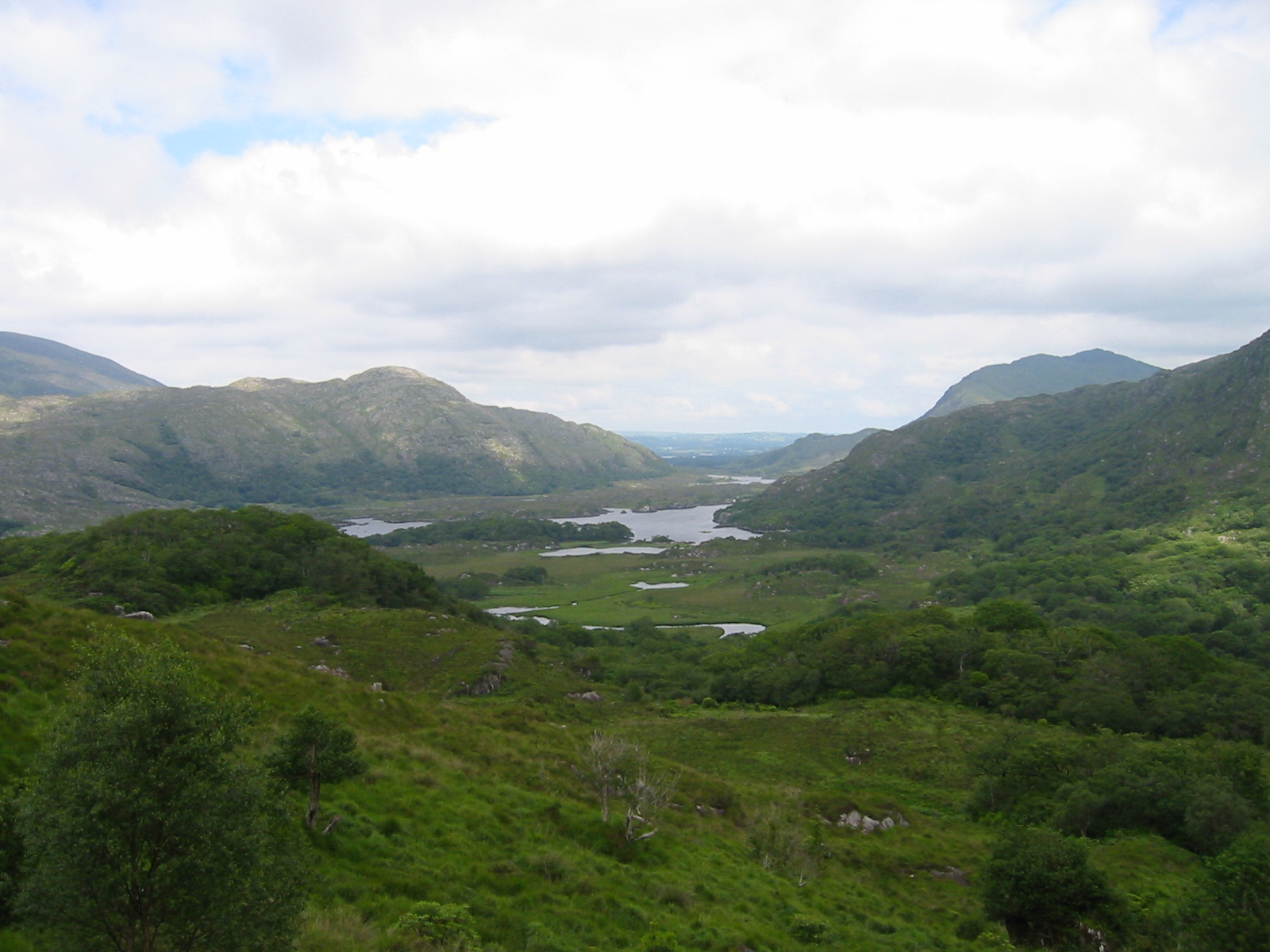
Ladies View, un point de vue le long de l'Anneau.

L'Anneau du Kerry (en anglais : Ring of Kerry) est un circuit touristique du comté de Kerry, au sud-ouest de l'Irlande, qui fait le tour de la péninsule d'Iveragh.

## Présentation
Circuit circulaire de 170 km, il emprunte les routes N70, N71 et R562. Au départ de la ville de Killarney, il passe tour à tour par : Kenmare, Sneem, Waterville, Cahersiveen et Killorglin.
Il existe des variantes, incluant la baie de Saint Finian et l'île de Valentia.
Le « Ring » est un circuit touristique très prisé. De nombreuses compagnies de bus proposent la visite dans la journée. En période estivale, en raison de l'étroitesse des routes et du trafic, tous les bus circulent dans le sens contraire des aiguilles d'une montre, en passant d'abord par Killorglin. Il est donc vivement recommandé aux automobilistes de circuler dans le sens des aiguilles d'une montre, en commençant par Kenmare.

## Sentier de randonnée
Il existe aussi un sentier pédestre suivant sa propre route et balisé appelé le Kerry Way, et un circuit vélo qui emprunte des routes plus anciennes et moins fréquentées quand cela est possible.
Le Kerry Way est le plus long, avec ses 215 km. Il passe par les endroits les plus remarquables, mais évite l'ascension des sommets les plus élevés des montagnes.

## Sites à voir

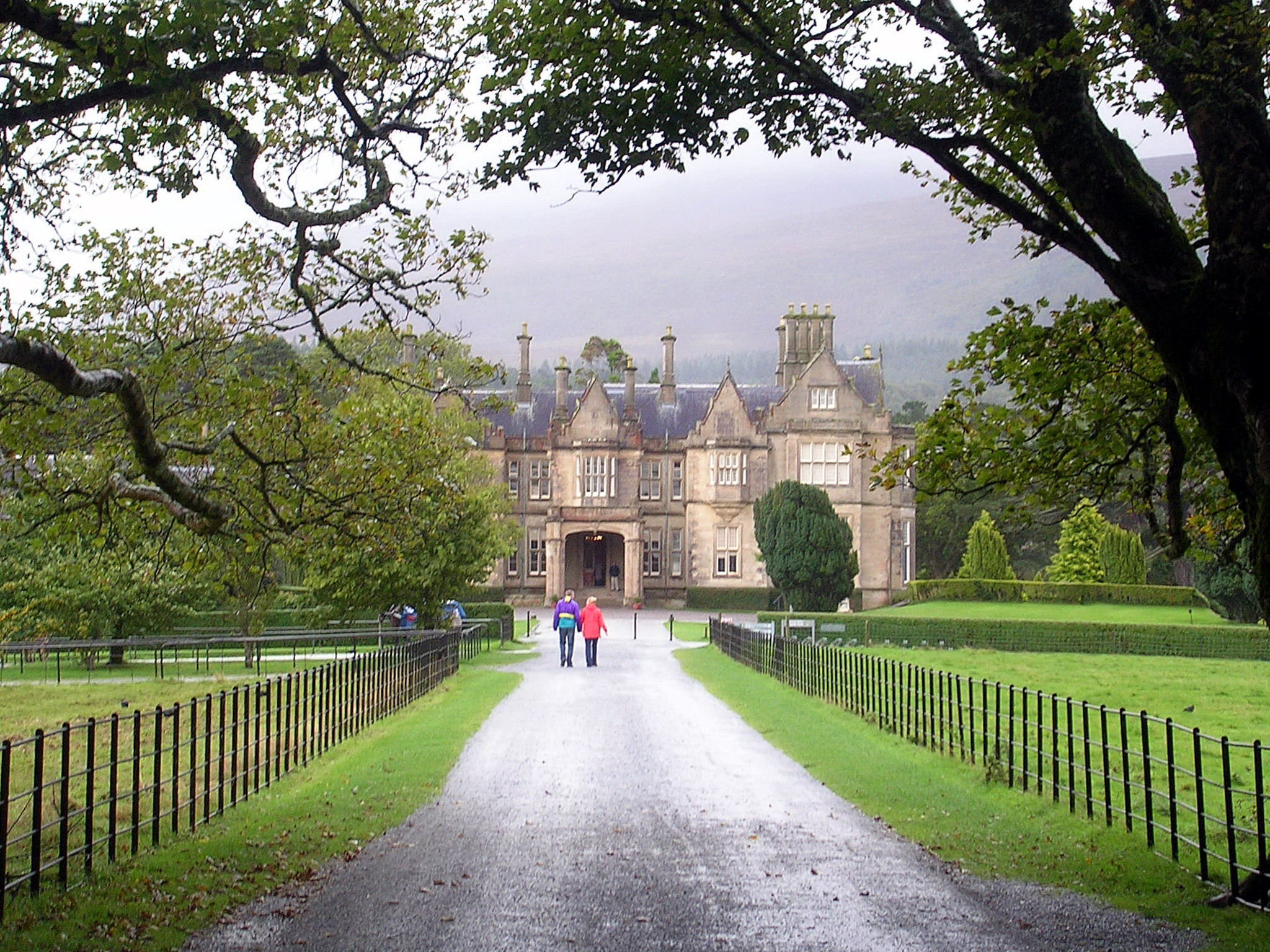
Muckross House

Parmi les sites de visite les plus populaires :
- Abbaye de Muckross
- Derrynane House, maison de Daniel O'Connell
- Ladies View
- Les lacs de Killarney
- Muckross House and Gardens
- Parc national de Killarney
- Ross Castle
- Staigue Stone Fort